# Robert Maaskant
Robert Maaskant (Schiedam, 10 januari 1969) is een Nederlands voetbaltrainer van Helmond Sport en voormalig voetballer.

## Spelersloopbaan
Maaskant speelde als centrale verdediger en kwam uit voor Go Ahead Eagles, Emmen, Motherwell FC (Schotland), FC Zwolle en SBV Excelsior.

### Clubstatistieken
| Seizoen | Club            | Land      | Competitie       | Duels | Goals |
| ------- | --------------- | --------- | ---------------- | ----- | ----- |
| 1989/90 | Go Ahead Eagles | Nederland | Eerste divisie   | 21    | 1     |
| 1990/91 | Emmen           | Nederland | Eerste divisie   | 12    | 0     |
| 1991/92 | Motherwell      | Schotland | Premier Division | 12    | 0     |
| 1992/93 | FC Zwolle       | Nederland | Eerste divisie   | 28    | 1     |
| 1993/94 | FC Zwolle       | Nederland | Eerste divisie   | 25    | 2     |
| 1994/95 | FC Zwolle       | Nederland | Eerste divisie   | 22    | 0     |
| 1995/96 | Excelsior       | Nederland | Eerste divisie   | 12    | 1     |
| Totaal  | Totaal          | Totaal    | Totaal           | 132   | 5     |

## Trainersloopbaan

### RBC Roosendaal
Maaskants trainersloopbaan in het betaalde voetbal begon bij RBC Roosendaal. Hij werd de held van deze Brabantse plaats omdat hij ervoor zorgde dat de ploeg promoveerde naar de Eredivisie. Hij bleef een aantal jaren bij de club, met een korte onderbreking van een half jaar in 2002 waarin hij Go Ahead Eagles trainde. Door zijn succes met RBC werd hij destijds als een jong talent in het trainersgilde gezien, wat hem de bijnaam 'De Kroonprins' opleverde.

### Willem II
In 2004 ging Maaskant naar Willem II. Na een tiende plaats in het eerste seizoen vielen de resultaten tegen. Wel werd de finale van de KNVB Beker bereikt, waarmee Europees voetbal werd veiliggesteld. Op 21 november 2005 ontsloeg de club Maaskant, mede door een teleurstellende zeventiende plaats in de competitie. Maaskant werd opgevolgd door technisch manager Kees Zwamborn.

### RBC Roosendaal
Op 5 januari 2006 werd bekend dat Maaskant weer trainer was geworden van RBC Roosendaal. Hij volgde daarmee Dolf Roks op, die een dag daarvoor was ontslagen. Op 26 maart 2007 werd Maaskant door de directie van RBC na aanhoudend slechte resultaten op non-actief gesteld. Rob Meppelink volgde hem op. Op 5 april van datzelfde jaar werd Maaskant gepresenteerd als de nieuwe trainer van MVV. Maaskant tekende voor een jaar, met een optie voor nog twee jaren.

### NAC Breda
In februari 2008 tekende Maaskant een contract bij NAC Breda. In de zomer van 2008 volgde hij Ernie Brandts op, die in de reguliere competitie van het seizoen 2007/2008 knap derde was geworden met NAC. Alhoewel dit hoge verwachtingen met zich meebracht, wist NAC in de beginfase van het seizoen onder Maaskant mee te doen om de koppositie van de Eredivise. 
Uiteindelijk dwong Maaskant met NAC Breda op 31 mei 2009 plaatsing voor de Europa League af.

### Wisła Kraków
Op 21 augustus 2010 vertrok Maaskant met onmiddellijke ingang naar het Poolse Wisła Kraków. Hij tekende hier een contract voor twee seizoenen. In zijn eerste seizoen werd Maaskant met Wisla kampioen van de Ekstraklasa. Op 7 november 2011 werd Maaskant ontslagen bij Wisla. Hij zou dit seizoen ondermaats presteren.

### Texas Dutch Lions
In april 2012 werd Maaskant hoofdcoach van de Texas Dutch Lions FC, die dat jaar voor het eerst meededen in de USL Premier Development League. Na twee wedstrijden gecoacht te hebben, tekende Maaskant op 23 mei 2012 een contract voor een jaar als trainer van FC Groningen. Het snelle vertrek was mogelijk vanwege een clausule in zijn contract.

### FC Groningen
Op 24 juni, toen FC Groningen begon aan de voorbereiding, stond Maaskant voor het eerst voor de groep.
Op 15 december uitte Maaskant zijn onvrede over een niet gegeven vrije trap aan FC Groningen tijdens een thuiswedstrijd tegen VVV. Scheidsrechter Serdar Gözübüyük uit Haarlem kwam hierop over 40 meter naar de oefenmeester toegerend en toonde hem een blauwe aanvoerdersband met de woorden "Respect". Gözübüyük refereerde hiermee aan de afspraken die in het voetbal waren gemaakt om meer respect voor elkaar te tonen. Dit alles naar aanleiding van de gewelddadige dood twee weken eerder van grensrechter Richard Nieuwenhuijzen. Maaskant vond het een toneelstukje van de scheidsrechter, terwijl laatstgenoemde in zijn commentaar aangaf dat respect naar aanleiding van de dood van Nieuwenhuijzen niet slechts één week hoefde te duren. Scheidsrechtersbaas Dick van Egmond gaf een aantal dagen later aan de actie van Gözübüyük "niet zo handig" te vinden. Minister Edith Schippers (VVD) roemde de actie van de scheidsrechter uit Haarlem juist.
Op maandag 11 maart 2013 maakte FC Groningen bekend het eenjarige contract met Maaskant niet te zullen verlengen. De club bezette op dat moment (na 26 speelronden) de elfde plaats op de ranglijst. Maaskant beloofde bij zijn aantreden aanvallend en attractief voetbal, maar die belofte kwam zelden uit. FC Groningen eindigde het seizoen als zevende in de Eredivisie.

### Dinamo Minsk
Op 14 juni 2013 tekende Maaskant een contract voor 1,5 jaar bij Dinamo Minsk, op dat moment de nummer vijf uit Wit-Rusland. Op 4 december 2013 gingen beiden uit elkaar nadat het team als derde geëindigd was.

### Columbus Crew
Op 9 januari 2014 tekende Maaskant een contract bij Columbus Crew als assistent- en veldtrainer.

### NAC Breda
Op 2 januari 2015 tekende Maaskant opnieuw een contract bij NAC Breda, deze keer tot het eind van het lopende seizoen. Hij kreeg als opdracht mee om de club te behouden voor de Eredivisie, maar slaagde hier niet in. NAC eindigde als zestiende in de reguliere competitie en was daardoor veroordeeld tot de play-offs. Na winst op VVV-Venlo verloor de club over twee duels van Roda JC Kerkrade, dat in het tweede en beslissende duel in Breda met 2-1 zegevierde na verlenging. Maaskant maakt na afloop bekend zijn ontslag aan te gaan bieden aan de clubleiding. Na drie dagen kwam hij terug op deze beslissing, onder meer nadat tientallen supporters bij hem op de stoep hadden gestaan. NAC wilde ook met hem door en gaf hem in juni een nieuw contract tot medio 2016. Maaskant begon echter stroef aan het seizoen 2015/16. Na negen speelronden bezette NAC de zesde plaats op de ranglijst van de Eerste divisie. De club stelde hem daarop op 6 oktober 2015 definitief op non-actief. Zijn opvolger was Marinus Dijkhuizen.

### Go Ahead Eagles
Maaskant werd op 25 maart 2017 aangesteld als trainer bij Go Ahead Eagles. Daar volgde hij de ontslagen Hans de Koning op. Go Ahead Eagles stond op dat moment op de achttiende en laatste plaats in de Eredivisie. Het lukte Maaskant niet om Go Ahead in de Eredivisie te behouden. Hij won zijn eerste wedstrijd, op zondag 2 april in Enschede tegen FC Twente (1-2), maar verloor de zes daaropvolgende duels, met als dieptepunt de 8-0 nederlaag tegen de latere landskampioen Feyenoord. De ploeg eindigde als laatste in de Eredivisie en op 7 mei 2017 degradeerde het naar de Eerste divisie.

### Almere City FC
Op 24 maart 2018 werd Maaskant aangesteld als technisch directeur bij Almere City FC. Dit werd gezien als opvallende keuze, omdat Maaskant had aangekondigd na zijn ontslag bij Go Ahead Eagles aan de slag te gaan als ondernemer.

### VVV-Venlo
Op 18 juni 2019 werd Maaskant aangesteld als hoofdtrainer van VVV-Venlo. Hij tekende er een contract voor twee jaar, evenals zijn pas aangestelde assistent Raymond Libregts met wie hij al eerder samenwerkte bij RBC, Go Ahead Eagles en Dynamo Minsk.
Maaskant werd op 11 november 2019 ontslagen nadat VVV-Venlo acht wedstrijden op rij verloor, waarvan één in de KNVB Beker tegen amateurclub Groene Ster en zeven in de Eredivisie.

### Helmond Sport
In 2025 maakte Maaskant het seizoen af als hoofdtrainer van Helmond Sport. Hij volgde daar de eerder ontslagen Kevin Hofland op. Het was voor Maaskant zijn eerste klus als hoofdtrainer in bijna zes jaar tijd. In de tussentijd verrichtte hij werkzaamheden voor NOS Langs de Lijn en ESPN.

## Overig
Maaskant is een zoon van spelersmakelaar Bob Maaskant, die in het verleden zelf hoofdtrainer was van onder meer NAC en SVV. In juli 2017 gaf Maaskant aan de voetbalwereld te verlaten en ondernemer te worden. Hij was nog wel inzetbaar voor een interim-klus in de voetballerij. Uiteindelijk kwam hij in 2018 terug als technisch directeur van Almere City FC. Hij speelde een voetbaltrainer in de televisieserie Voetbalmaffia (2017). In 2023 stond hij op de tiende plek op de kieslijst van PartijvdSport. In Januari 2024 is Maaskant gestart met een eigen podcast serie voor Sportnieuws.nl, De Maaskantine, deze verschijnt elke vrijdag om 13.00 uur. 